# Lymire fulvicollis
Lymire fulvicollis là một loài bướm đêm thuộc phân họ Arctiinae, họ Erebidae.